# بيل فالشر
بيل فالشر (بالإنجليزية: Bill Fulcher)‏ هو لاعب كرة قدم أمريكية أمريكي، ولد في 9 فبراير 1934 في أوغستا في الولايات المتحدة.

## وصلات خارجية
- بيل فالشر على موقع مرجع كرة القدم المحترفة.كوم (الإنجليزية)
- بيل فالشر على موقع قاعة جورجيا للمشاهير الرياضية (مؤرشف) (الإنجليزية)